# Propaganda (Band)
Propaganda ist eine deutsche Synthiepop-Band, die 1982 in Düsseldorf gegründet wurde und besonders Mitte der 1980er Jahre international erfolgreich war.

## Geschichte

### 1982 bis 1985
Propaganda wurde 1982 von Ralf Dörper gegründet, nachdem er die Band Die Krupps verlassen hatte. Zusammen mit Andreas Thein und Susanne Freytag nahm Propaganda als Trio zwei Titel auf, darunter eine Interpretation des Stücks Discipline der Avantgarde-Gruppe Throbbing Gristle. Zu diesem Zeitpunkt war eine Veröffentlichung einer EP beim englischen Plattenlabel Operation Twilight geplant, das zuvor bereits Solomaterial von Dörper (Veröffentlichungen auf den deutschen Indie-Labels Rondo und Pure Freude) für England lizenziert hatte. Dieser Plan wurde allerdings von Dörper verworfen, als ihm signalisiert wurde, dass Paul Morley und Trevor Horn von ZTT Records Interesse an dem Projekt Propaganda hätten.
Michael Mertens und Claudia Brücken stießen 1983 dazu. Das englische Label ZTT Records nahm die Gruppe unter Vertrag und produzierte 1984 das Lied Dr. Mabuse. Dabei verlegte die Band ihren Wohnsitz nach Großbritannien. Produzent Trevor Horn und Journalist Paul Morley, die bereits kurz zuvor mit Art of Noise und Frankie Goes to Hollywood gearbeitet hatten, machten Gebrauch von den neuen technischen Möglichkeiten insbesondere des Samplings, der computerbasierten Aufzeichnung und des Arrangements. So wurde das Playback des Liedes zunächst als Experiment komplett im Computer erstellt. Dr. Mabuse war ein kommerzieller Achtungserfolg und galt bereits kurz nach Erscheinen als hervorragend produzierte Pop-Nummer, von der mehrere aufwändig und differenziert produzierte Maxi-Singles erschienen. Den Video-Clip drehte Anton Corbijn. Unter dem Einfluss von Morley versuchte ZTT über die Video-Clips, das Artwork und die Medien-Kampagnen der Band einen künstlerischen Avantgarde-Anspruch zu verleihen, der sich von dem üblichen Vermarktungsschema der Popmusik abhob.
Nach Dr. Mabuse verließ Thein die Band.
Die in Europa sehr erfolgreichen Singles Duel und P-Machinery erschienen 1985 mit dem Album A Secret Wish, das im Wesentlichen von Michael Mertens und Ralf Dörper geschrieben worden war. Das seitens Morley gestaltete Artwork der Single P-Machinery wies ein Zitat von J. G. Ballard auf, in dem er die Aktivität der Rote Armee Fraktion als nachvollziehbar bezeichnete. Die deutsche Plattenfirma Ariola weigerte sich daraufhin, das Cover in dieser Form zu veröffentlichen, so dass für den deutschen Markt ein anderes Zitat von Ballard benutzt wurde. Das Album zeichnete sich durch aufwändig produzierten, tanzbaren Synthiebeat mit starker Melodiebetonung aus, getragen vom unterkühlten Gesang der Sängerinnen Claudia Brücken und Susanne Freytag. Es folgte u. a. eine Welttournee, bei der die Gruppe durch frühere Mitglieder der Simple Minds, den Bassisten Derek Forbes und den Schlagzeuger Brian McGee ergänzt wurde.
Ende 1985 erschien das Remixalbum Wishful Thinking – allerdings ohne Kenntnis der Band.

### Wechsel der Plattenfirma nach Rechtsstreit
Differenzen zwischen den Bandmitgliedern und der Plattenfirma ZTT führten 1986 zum Rechtsstreit und dann zum Ausstieg von Brücken, die zu dieser Zeit mit dem ZTT-Manager Paul Morley verheiratet war. Claudia Brücken blieb bei ZTT — und bildete mit Thomas Leer das kurzlebige Projekt Act. Nach dessen kommerziellen Misserfolg wechselte sie als Solokünstlerin zu Island Records und veröffentlichte 1990 ihr Album Love: and a Million Other Things.
Erst nach einem langen Rechtsstreit gelang es der Band, den als unfair empfundenen Vertrag zu verlassen. Propaganda konnte dann 1988 zu Virgin Records wechseln.
1990 erschien in neuer Besetzung das Album 1234, das von Chris Hughes produziert wurde. Der Bandgründer Ralf Dörper verließ die Band während der Studioaufnahmen, hinterließ aber seine „Handschrift“ bei den Titeln Vicious Circle, Wound in My Heart und Only One Word. Somit verblieb Mertens auf 1234 als einzig verbliebenes Mitglied der ursprünglichen Band, die neuen Mitglieder waren Betsi Miller, Derek Forbes und Brian McGee. Obwohl der Erfolg des Albums hinter dem von Secret Wish zurückblieb, verhalf es Propaganda doch zu einem weiteren Nr.-1-Hit.
Wound in my Heart wurde ein Hit in Südamerika und Charttopper Nr. 1 1990 in Argentinien.
Mit Andreas Thein nahm Dörper unter dessen Projektnamen Rififi 1989 den europäischen Acid-Dance-Hit Dr. Acid & Mr. House auf. Danach reformierte Dörper seine alte Band Die Krupps mit der Produktion des Titels Machineries of Joy, der die US-amerikanischen Billboard Dancecharts erreichte.
Propaganda wurde nach 1234 von Michael Mertens mit den drei Neuen weitergeführt, jedoch kurz darauf inaktiv.

### Versuchte Wiedervereinigungen 1998, 2004 und 2015
1998 wurde Propaganda von Mertens mit Brücken und Freytag wiederbelebt und ein Vertrag mit den zur Warner Music Group gehörenden EastWest Records unterzeichnet. Es erfolgte aber keine Veröffentlichung; ein geplantes Album kam nicht zustande. 2002 erklärte Brücken die Wiedervereinigung für gescheitert.
Erstmals wieder in der Originalbesetzung mit Brücken, Dörper, Freytag, Mertens traten Propaganda im November 2004 in der Wembley Arena in London zu Ehren des Produzenten Trevor Horn auf. Neben Propaganda spielten auch Künstler wie Seal, Grace Jones, ABC und die Pet Shop Boys.
Anfang 2006 erschien von Propaganda – ohne Brücken und Dörper – eine vier Stücke umfassende Vinyl-Platte auf dem Düsseldorfer Label Amontillado.
Claudia Brücken wurde Sängerin des Duos Onetwo, das sie mit ihrem nicht nur musikalischen Partner Paul Humphreys von OMD betrieb. Nach dem Ende dieser Liaison agierte sie solo.
Ralf Dörper ist weiterhin mit der Industrialband Die Krupps weltweit auf Konzertbühnen aktiv und veröffentlichte eine Vielzahl von Alben.
Im Oktober 2007 traten Propaganda in der deutschen TV-Sendung Die ultimative Chartshow in der Besetzung von 1985 wieder zusammen auf. Das Gerücht um eine Wiedervereinigung der Band wurde dort in einem Interview bestätigt. 2010 gelang Propaganda ein ungewöhnlicher Chart-Erfolg in Großbritannien, als das Debütalbum A Secret Wish in erweiterter Form neu aufgelegt wurde und sich erneut in den regulären britischen Charts platzieren konnte.
Andreas Thein starb im Jahr 2013 an Krebs.
Im Jahr 2015 erschien ein Propaganda-Remix des Titels Dancing with no Fear von Frankie-Goes-to-Hollywood-Sänger Holly Johnson. Als Propaganda firmierten Mertens und Dörper.
Im März 2018 gab es zwei Konzerte in The Garage in London, bei denen die beiden Sängerinnen mit der erweiterten OneTwo-Band das Album A Secret Wish aufführten. Es folgten auch einige derartige Konzerte in Deutschland, die unter dem Namen Duel abgehalten wurden. 2022 veröffentlichten Brücken und Freytag unter dem Namen xPropaganda das Album The Heart Is Strange. Produziert wurde es von Stephen Lipson.

### Comeback 2024
Im Oktober 2024 veröffentlichten Ralf Dörper und Michael Mertens unter dem Namen "Propaganda" ein gleichnamiges Album bei der deutschen Plattenfirma Bureau B Records. Als Sängerin engagierten sie Thunder Bae. Zu den mitwirkenden Musikern gehört auch der Oscar-Preisträger Hauschka. Das Album positionierte sich bei Erscheinen in den offiziellen deutschen Albumcharts (Rang 12).

## Diskografie
Studioalben

| Jahr | Titel Musiklabel                                                             | Höchstplatzierung, Gesamtwochen, AuszeichnungChartplatzierungen (Jahr, Titel, Musiklabel, Platzierungen, Wochen, Auszeichnungen, Anmerkungen) | Höchstplatzierung, Gesamtwochen, AuszeichnungChartplatzierungen (Jahr, Titel, Musiklabel, Platzierungen, Wochen, Auszeichnungen, Anmerkungen) | Höchstplatzierung, Gesamtwochen, AuszeichnungChartplatzierungen (Jahr, Titel, Musiklabel, Platzierungen, Wochen, Auszeichnungen, Anmerkungen) | Anmerkungen                                        |
| Jahr | Titel Musiklabel                                                             | DE | CH | UK | Anmerkungen                                        |
| ---- | ---------------------------------------------------------------------------- | --- | --- | --- | -------------------------------------------------- |
| 1985 | A Secret Wish auch bekannt als: The Dark Religions Depart… ZTT Records (BMG) | DE24 (20 Wo.)DE | CH14 (12 Wo.)CH | UK16 (13 Wo.)UK | Erstveröffentlichung: 1. Juli 1985                 |
| 1990 | 1234 Virgin Records (Virgin)                                                 | — | — | UK46 (2 Wo.)UK | Erstveröffentlichung: 14. Mai 1990                 |
| 2022 | The Heart Is Strange ZTT Records (UMG)                                       | DE21 (1 Wo.)DE | — | UK11 (1 Wo.)UK | Erstveröffentlichung: 20. Mai 2022 als xPropaganda |
| 2024 | Propaganda Bureau B (Indigo)                                                 | DE12 (1 Wo.)DE | — | — | Erstveröffentlichung: 11. Oktober 2024             |